# او (فیلم ۲۰۱۶)
او (به فرانسوی: Elle) فیلمی در ژانر تریلر روانشناسانه به کارگردانی پل ورهوفن است که در سال ۲۰۱۶ منتشر شد. ورهوفن ۱۰ سال پس از ساخت فیلم کتاب سیاه این فیلم را ساخت. این فیلم داستان یک زن تاجر به نام میشل است که در خانه‌اش توسط ضارب ناشناس مورد تجاوز قرار گرفته است.
این فیلم در هفتاد و چهارمین مراسم گلدن گلوب برنده دو جایزه بهترین فیلم غیر انگلیسی‌ زبان و بهترین بازیگر نقش اول زن در فیلم درام شد.

## داستان
میشل لوبلان زنی موفق در کسب و کار و مسلط به خودش است که احتمالا تنها مشکل بزرگ زندگیش پسرش است که با دختری ازدواج کرده که میشل رابطه‌ خوبی با او ندارد. یک روز که در خانه نشسته یک نفر به زور وارد خانه می‌شود و به میشل تجاوز می‌کند. میشل این راز را با کسی در میان نمی‌گذارد و به جایش وسایلی برای محافظت از خودش می‌خرد. فرد متجاوز دائم جلوی چشمش چیزهایی می‌گذارد که میشل را به ترس وادار کند اما میشل راه دیگری را انتخاب می‌کند ..... 

## بازیگران
- ایزابل هوپر
- کریستیان برکل
- شارل برلینگ
- ویرژینی افیرا
- آلیس ایساز